# 皮利尼奧列克西涅齊
49°11′37″N 26°43′30″E / 49.19361°N 26.72500°E
皮利尼-阿列克西內茨（烏克蘭語：Пільний Олексинець）是位於烏克蘭西部的村莊，由赫梅利尼茨基州裡赫梅利尼茨基區的霍羅多克市鎮負責管轄。該村始建於1796年，面積3.98平方公里，海拔高度310米，2001年人口906，人口密度每平方公里227.9人。